# Bucculatrix oncota
Bucculatrix oncota är en fjärilsart som beskrevs av Edward Meyrick 1919. Bucculatrix oncota ingår i släktet Bucculatrix och familjen kronmalar. Inga underarter finns listade i Catalogue of Life.